# Parlement minoritaire
Un parlement minoritaire (en anglais, hung parliament) est la situation d'une législature parlementaire dans laquelle aucun parti ne dispose de la majorité absolue.
Si les parlements minoritaires sont la règle des scrutins proportionnels plurinominaux, l'expression s'emploie en particulier dans les pays utilisant le système de Westminster, notamment l'Australie, le Canada ou le Royaume-Uni. Un parlement minoritaire y est généralement considéré comme exceptionnel dans la mesure où le scrutin uninominal à un tour favorise le bipartisme et l'obtention de la majorité par un seul parti. Mais dans certains pays, un parlement minoritaire peut être la règle plutôt que l'exception ; tel est le cas notamment aux îles Salomon, de même qu'au Canada où les parlements minoritaires sont relativement fréquents — en raison notamment du poids du Bloc québécois et du Nouveau Parti démocratique.
Étant donné la responsabilité du gouvernement devant le parlement dans le système de Westminster, un parlement minoritaire peut entraîner :
- la formation d'un gouvernement minoritaire ;
- la formation d'un gouvernement de coalition ;
- la dissolution du parlement et la convocation de nouvelles élections.

## Australie

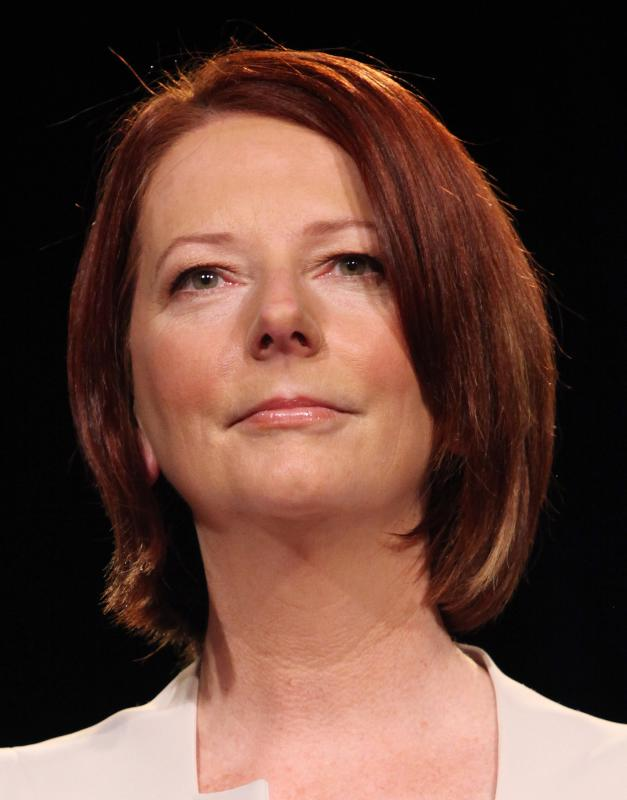
Julia Gillard est à la tête d'un gouvernement minoritaire australien entre 2010 et 2013.

De la création du Commonwealth d'Australie, en 1901, à 1910, aucun parti ne disposait de la majorité à la Chambre des représentants australienne en raison de la division du paysage politique entre le Parti travailliste et deux partis non-socialistes. Les changements de gouvernement étaient fréquents, y compris en cours de mandat.
Depuis 1910, le paysage politique australien est bipartite et voit s'opposer le Parti travailliste à un autre parti ou une coalition de partis conservateurs. Seuls deux parlements minoritaires sont élus :
- en 1940, le Premier ministre sortant Robert Menzies obtient l'appui des deux députés indépendants et continue de gouverner ; mais au cours de la législature les indépendants changent de camp et apportant leur soutien au Leader de l'Opposition John Curtin.
- en 2010, ni la coalition libérale-nationale ni le Parti travailliste australien sortant ne dispose d'une majorité absolue[1],[2],[3] ; la Première ministre Julia Gillard convainc alors les élus indépendants de soutenir son gouvernement.

## Canada
Bien qu'appliquant le scrutin uninominal à un tour pour ses élections, le Canada connait régulièrement des situations de parlement minoritaire en raison de l'éclatement du paysage politique en trois ou quatre grands partis et le fait que leurs appuis soient souvent déséquilibrés à travers le pays. Ainsi, depuis 1867, il y a eu treize parlements minoritaires. Le parti disposant de plus d'élus forme systématiquement un gouvernement minoritaire Aucun gouvernement fédéral minoritaire n'a duré pour un mandat complet, et la plupart ont duré moins de deux ans.
En anglais canadien, l'expression minority parliament et généralement préféré à hung parliament.

## France
Sous la Cinquième République, la France connaît une première expérience du parlement minoritaire à la suite des élections législatives de 1988. En effet le Parti socialiste du président François Mitterrand échoue à obtenir la majorité à quelques sièges près. L'apport ponctuel des voix communistes ou du centre et l'alliance avec des députés centristes permet au Premier ministre Michel Rocard de gouverner plus ou moins efficacement, mais sa majorité relative le force toutefois à utiliser à 28 reprises l'article 49 alinéa 3, un record. 
À la suite du passage au quinquennat sous la présidence de Jacques Chirac, les élections législatives se déroulent très peu de temps après la présidentielle, garantissant une majorité solide à chaque gouvernement suivant jusqu'aux élections législatives de 2022, où la coalition Ensemble du président Emmanuel Macron perd la majorité. Cette situation impose à la Première ministre Élisabeth Borne de négocier avec les groupes d'opposition, le plus souvent avec le groupe Les Républicains, mais aussi ponctuellement avec la Nouvelle Union populaire écologique et sociale. Elle a recours à l'article 49 alinéa 3 à 23 reprises.
Après les élections législatives anticipées de 2024, l'Assemblée nationale se retrouve à nouveau en absence de majorité, les groupes de la coalition du Nouveau Front populaire, premiers en termes de sièges, étant largement en dessous de la majorité absolue.

## Inde
Dans les années qui suivent l'Indépendance de l'Inde, le Congrès national indien domine largement la vie politique et remporte la majorité absolue à la Lok Sabha à toutes les élections de 1952 à 1971.
Par la suite, l'émergence progressive de mouvements régionaux et communautaires rend difficile l'obtention d'une majorité. Le scrutin uninominal à un tour permet à des partis présents dans une seule région ou État de remporter des sièges. De 1989 à 2014, tous les parlements indiens ont été des parlements minoritaires. Pour gouverner, les deux principaux partis, le Congrès et le BJP, s'appuient sur des coalitions aux contours parfois fluctuants.

## Italie
L'Italie présente la particularité d'un système parlementaire bicaméral dans lequel le gouvernement est responsable devant les deux chambres du Parlement plutôt que devant la seule chambre basse comme c'est généralement le cas. 
La loi électorale de 2005 accorde une prime de majorité à la coalition arrivée en tête à la Chambre des députés, ce qui lui assure une majorité. Au Sénat en revanche, une prime est accordée au niveau régional. Ainsi, lors des élections de 2013, la coalition Italie. Bien commun seulement 123 sénateurs sur 315, débouchant ainsi sur un parlement minoritaire malgré une majorité absolue à la Chambre des députés.

## Royaume-Uni

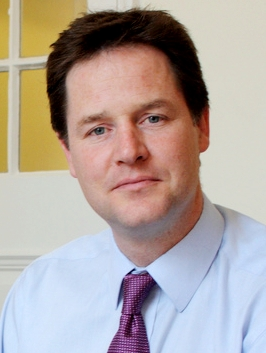
En 2010, Nick Clegg, chef des LibDems, forme un gouvernement de coalition avec les Tories menés par David Cameron.

À la Chambre des communes du Royaume-Uni, durant la majeure partie du XIXe siècle et jusqu'à la Première Guerre mondiale, seuls deux partis — les Tories et les Whigs puis à partir de la seconde moitié du XIXe siècle les conservateurs et libéraux — font élire un nombre significatif de députés. Cependant, à la suite de l'Acte d'Union des députés irlandais prennent place à Westminster : après les élections de 1885, aucun parti ne dispose de la majorité et le soutien de l'Irish Parliamentary Party devient indispensable à la formation d'un gouvernement. Le Home Rule accordant l'autonomie à l'Irlande était une condition de ce soutien. Le parti libéral se déchire à ce sujet, les libéraux y opposés formant le parti libéral unioniste, provoquant de nouvelles élections en 1886, remportées par les conservateurs associés aux unionistes.
Au début du XXe siècle, la montée en puissance du Parti travailliste provoque l'élection de plusieurs parlements minoritaires, le dernier étant élu aux élections de 1929. Il faut ensuite attendre février 1974 pour qu'un autre parlement minoritaire soit élu : le Premier ministre Edward Heath essaye sans succès de former une coalition puis démissionne et c'est le travailliste Harold Wilson qui forme un gouvernement minoritaire avant de convoquer de nouvelles élections en octobre.
En 2010, le Parti conservateur devance les travaillistes sortant mais ne parvient pas à atteindre la majorité absolue : un gouvernement de coalition est formé entre le Parti conservateur de David Cameron et les libéraux-démocrates de Nick Clegg.
Par ailleurs, par deux fois un gouvernement ne disposant que d'une faible majorité est devenu minoritaire à la Chambre des communes à la suite d'élections partielles perdues, de démissions ou de défections : en 1978 au gouvernement travailliste de James Callaghan et en 1996 au gouvernement conservateur de John Major.

## Salomon
Depuis l'indépendance du pays en 1978, tous les parlements ont été des parlements minoritaires, en raison de l'existence d'une multitude de petits partis politiques sans enracinement national important ; ces partis sont fluides, apparaissant, disparaissant et se recomposant au fil des élections. Les gouvernements sont ainsi toujours composés de larges coalitions, souvent instables.
Lors des élections législatives de 2006 (en), par exemple, aucun parti n'obtient plus de quatre élus.